# Como Aprendi a Conduzir
Como Aprendi a Conduzir (no original em inglês, How I Learned to Drive) é uma peça de teatro da professora universitária e dramaturga estadunidense Paula Vogel, e vencedora em 1998 do Prêmio Pulitzer para drama. A peça estreou no Vineyard Theatre, em Nova Iorque, em 16 de março de 1997.

## Em Portugal
Em Portugal foi representada no Teatro Nacional D. Maria II, pela Escola de Mulheres, e encenada por Fernanda Lapa. Com Isabel Medina, André e. Teodósio e Rogério Samora, entre outros.